# Prins Bisschopsingel
De Prins Bisschopsingel  is een straat, singel of boulevard aan de rand van het centrum van de Nederlandse stad Maastricht. De ruim 1 km lange singel was ooit een rustige woonstraat voor welgestelden, maar is tegenwoordig een drukke verkeersweg, onderdeel van de Ring Maastricht. De Prins Bisschopsingel heeft een gevarieerde bebouwing van voornamelijk villa's en herenhuizen uit de late 19e en vroege 20e eeuw.

## Naamgeving, ligging, verkeer en inrichting
De Prins Bisschopsingel is genoemd naar de prins-bisschoppen van Luik, die van circa 1200 tot 1794 medeheren waren van het tweeherige Maastricht (samen met de hertogen van Brabant). De verhouding tussen die twee was in 1284 vastgelegd in de Alde Caerte. De laatste die in Maastricht de prins-bisschopstitel droeg was Franciscus Antonius de Méan de Beaurieux. Aanvankelijk werd de straat aangeduid als 'Boulevard' of 'Singelweg'. De huidige naam werd in 1903 gekozen naar analogie van andere singelnamen op de linker Maasoever: Hertogsingel, Statensingel en Fransensingel.
De straat ligt aan de zuidwestelijke rand van het Maastrichtse stadscentrum en vormt daar de grens tussen de centrumbuurt Jekerkwartier en de buurt Villapark in Maastricht-Zuidwest. De Prins Bisschopsingel loopt min of meer van west naar oost tussen het Tongerseplein en de kruising Maasboulevard/Kennedybrug. Daartussen liggen aan de noordzijde vijf zijstraten, van west naar oost: Aldenhofpark, Sint Hubertuslaan, Sint Lambertuslaan, Prins Hessen Casselstraat en Sint Pieterskade; aan de zuidzijde zijn dat er zeven: Champs Elyseesweg, Jekerweg, Sint Hubertuslaan, Sint Monulphusweg, Sint Lambertuslaan, Graaf van Waldeckstraat en Sint Pieterskade.
De Prins Bisschopsingel behoort tot de drukkere verkeerswegen in Maastricht en is zowel onderdeel van de Maastrichtse singelring als van de provinciale weg N278. De weg bestaat uit een middendeel voor het doorgaand verkeer met tweemaal twee rijbanen (inclusief voorsorteerstroken) en twee vrijliggende ventwegen met voetpaden. De ventwegen doen tevens dienst als fietspaden en zijn voorzien van parkeerstroken. Tussen de hoofdrijbanen en de ventwegen liggen in het westelijk deel groenstroken met bomen en gras. Bij de kruising met de Sint Lambertuslaan gaat het middendeel van de weg geleidelijk over in een viaduct, dat de Maasboulevard ongelijkvloers kruist en daarna overgaat in de Kennedybrug. Aan de noordzijde van het viaduct is een extra busbaan. De aanlanding van de brug deelt enkele straten in tweeën. Hier bepalen betonnen muren, vangrails en hekwerken het aanzien van de straat. Aan de oostzijde van de Maasboulevard bevinden zich onder de op- en afritten van de brug vier parkeerterreinen. Ter hoogte van de Sint-Pieterskade bevindt zich een vijfde parkeerterrein onder het viaduct. De kruising met de Sint Hubertuslaan is beveiligd met verkeerslichten. Nabij de brug over de Jeker staan verkeerslichten die door overstekende voetgangers en fietsers bediend worden.

## Geschiedenis
De geschiedenis van het gebied rond de Prins Bisschopsingel loopt tot eind 19e eeuw parallel met die van de vesting Maastricht. Na de sloop van de vestingwerken werd de straat aangelegd als onderdeel van een rustige singelweg, die door de bouw van de Kennedybrug en de aanleg van de Maasboulevard in de tweede helft van de 20e eeuw transformeerde tot een van de hoofdverkeersstructuren in Maastricht.

### Vestinggordel (tot 1867)
Eind 13e eeuw bleek de eerste middeleeuwse stadsmuur te krap. Door de bouw van een tweede enceinte werden de langs de uitvalswegen ontstane voorsteden binnen de ommuurde stad gebracht. De muur was pas omstreeks 1500 voltooid. De muur had op de linker Maasoever een hoogte variërend van 6 tot 9 m en een lengte van 4,4 km (inclusief ca. 850 m bestaande muur, voornamelijk langs de Maasoever). In het zuidwestelijk stadsdeel verving de Sint-Pieterspoort de Minderbroederspoort (ook wel Oude of Binnenste Sint-Pieterspoort) en na de voltooiing van de Nieuwstad-uitbreiding ook de Helpoort. Aan de veldzijde van de zuidelijke stadsmuur functioneerde als stadsgracht een Jekertak, die enkele tientallen meters ten noorden van de huidige Prins Bisschopsingel liep.

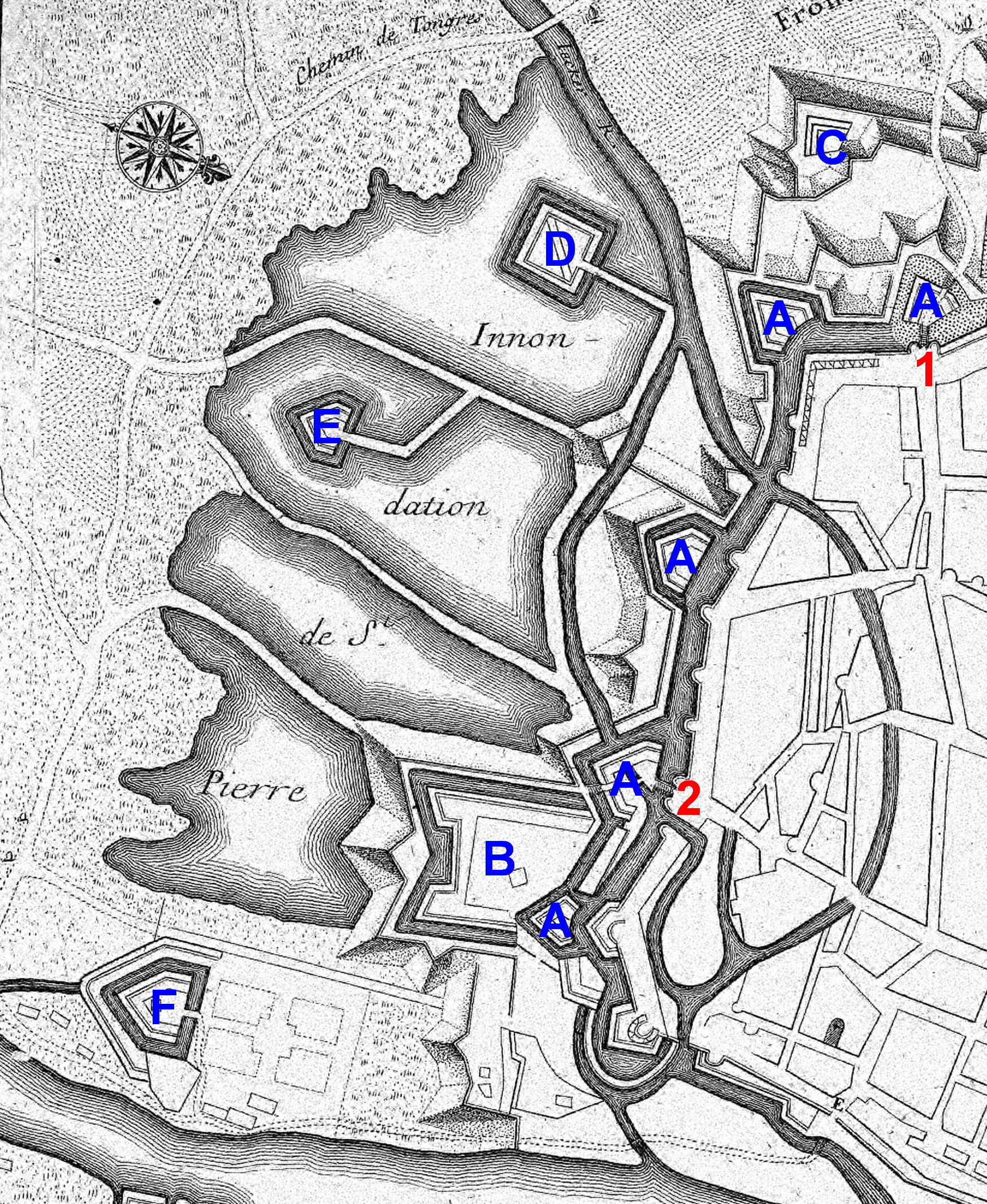
Franse kaart (1708) met inundatie-
gebied tussen Tongersepoort (1) en Sint-Pieterspoort (2). De letters A t/m F worden in de tekst verklaard

Vanouds was dit een drassig gebied dat door de overstromingen van de Jeker (en incidenteel de Maas) weinig geschikt was voor bewoning. Het lag voor de hand om bij belegeringen de barrièrewerking van het water te benutten en door inundaties te versterken. De eerste vermelding hiervan dateert van 1475. Vooral vanaf de 16e eeuw, toen de vuurkracht van kanonnen sterk toenam, was het zaak om de belegeraars zover mogelijk van de stadsmuur vandaan te houden. Na het beleg van Maastricht door Parma in 1579 werd een begin gemaakt met de bouw van buitenwerken, waardoor de stad in de eeuwen die volgden steeds meer ingekapseld raakte. Bij de stadspoorten en op andere strategische plaatsen verrezen ravelijnen en halvemanen (A op de kaart links). Iets ten zuiden van de Sint-Pieterspoort werd in 1638-40 het hoornwerk Sint-Pieter gebouwd (B).
Dat de buitenwerken niet voldeden bleek bij het beleg van 1673, toen de stad in minder dan twee weken door Lodewijk XIV werd ingenomen. Toch was de Jekerinundatie in zekere zin effectief geweest, omdat deze de Fransen ervan had weerhouden een grootscheepse aanval op de zuidelijke vestingwerken in te zetten. De beroemde Franse vestingbouwer Vauban maakte na de inname een ontwerp voor het herstel en de uitbouw van de vesting, waarvan een deel tijdens de vijf jaar durende bezetting werd gerealiseerd. Buiten de Tongersepoort was vóór het beleg een lunet aangelegd, die na de nodige verbeteringen de naam demilune des Mousquetaires kreeg (C). Een belangrijk onderdeel van de plannen was de verbetering van het inundatiegebied ("de Kommen"). Hier werd onder andere de bestaande Jekerschans (D) verbouwd en werden de lunet La Royale (E) en het bastion Saint-Pierre (F) toegevoegd.
Omstreeks 1690 vonden op initiatief van vestingingenieur Daniël van Dopff opnieuw grootscheepse werkzaamheden plaats aan de zuidelijke vestingwerken. Het ravelijn aan de Tongersepoort werd aan de veldzijde uitgebreid met een couvre-face en het nog bestaande bastion Waldeck (I en J op de kaart rechts). Het bastion Saint-Pierre werd omstreeks 1725 opgenomen in het kroonwerk Hessen (V), genoemd naar de toenmalige gouverneur van Maastricht. Dit werk werd in 1741 naar het noorden en westen uitgebreid, later aangeduid als lunetten van Aylva (U), eveneens genoemd naar een gouverneur. Waarschijnlijk werd daar ook de lunet Cassel (P) toe gerekend, die in de 19e eeuw bekend stond als het werk Z3. Op de door de Fransen omstreeks 1750 gebouwde Maquette van Maastricht zijn deze werken duidelijk te herkennen.
In de tweede helft van de 18e eeuw vonden verdere vernieuwingen aan de vestingwerken plaats onder leiding van Pieter de la Rive (1694-1771), de ambitieuze directeur van het Departement van Fortificatiën van Overmaze, waaronder de vesting Maastricht ressorteerde. Deze liet tussen 1764 en 1769 in dit deel van de stad het hoornwerk Sint-Pieter en de Jekerschans afgraven, verbeteringen aanbrengen aan de couvre-face Tongeren, het bastion Waldeck, de lunetten van Aylva en de lunet (of avancée) De la Rive (Q), en  daarnaast een aantal nieuwe buitenwerken toevoegen: het deels behouden bastion Wilhelmina (K), de lunetten van de Nieuwenhof (M), de bastions Carolina en Nassau-Weilberg (R en S) en de lunet Sint-Pieter (T).
Na de scheiding van Nederland en België verloor de vesting Maastricht haar belang voor de landsverdediging en werd er nauwelijks nog onderhoud gepleegd. In 1840 werden De Kommen ingericht als oefenterrein van het in Maastricht gelegerde 2e Regiment Infanterie (zie Regiment Limburgse Jagers#Ontstaan). Vanaf 1864 oefende de cavalerie er. Tussen 1847 en 1850 werd het Kanaal Luik-Maastricht gegraven, dwars door de zuidelijke vestingwerken, waarvoor in de rechtercourtine van het kroonwerk Hessen een insnijding werd gemaakt.

### Singelweg (1867–1950)
Na de opheffing van de vestingstatus in 1867 werd de vesting Maastricht in opdracht van het Ministerie van Oorlog ontmanteld, waarna de gronden werden overgedragen aan de Dienst der Registratie en Domeinen voor verdere sloop en herbestemming. De stadspoorten vielen onder de zeggenschap van het gemeentebestuur. De afbraak van de Tongersepoort werd op 30 november 1867 als eerste aanbesteed. Het ravelijn, de couvre-face en delen van bastion Waldeck volgden een jaar later. De Sint Pieterspoort en het kroonwerk Hessen werden in 1869 gesloopt. De buitenwerken werden oppervlakkig gesloopt, waardoor in de meeste gevallen ondergronds nog delen bewaard gebleven zijn. In 1881 werden de resterende vestingwerken in De Kommen door het Rijk overgedragen aan de gemeente, die in de jaren daarna de bastions Brunswijk, Carolina en Nassau-Weilberg en de lunetten van Aylva liet slopen. Kort daarna werd het oostelijk deel van de Prins Bisschopsingel aangelegd. Het westelijk deel is op een plattegrond uit 1890-95 gestippeld ingetekend als "geprojecteerde singelweg". Het bastion en de lunet Wilhelmina werden pas in 1917 (deels) geloopt; de lunetten van de Nieuwenhof in 1919. In 1921 waren de sloop-, ophogings- en egaliseringswerkzaamheden in De Kommen voltooid.
Al in 1867 kwam de ontmantelingscommissie met een eerste schets voor de uitleg van de stad. De gemeente Maastricht kwam in hetzelfde jaar met een "Project van percees en boulevards". Beide plannen gingen uit van een singel- of boulevardstructuur rondom de ontmantelde stad, zoals dat door de rijksingenieur F.W. van Gendt voor de meeste voormalige vestingsteden werd voorgesteld. De uitvoering van de plannen verliep traag. Begonnen werd met het noordwestelijk deel van de singelweg, aangezien daar de belangrijkste industrieën gevestigd waren. Tussen 1874 en 1876 kwamen de huidige Statensingel, Frontensingel en Fransensingel tot stand. Van de rest van de 'boulevard' werd aanvankelijk slechts het zuidoostelijk deel in De Kommen aangelegd. De aanleg van de Hertogsingel moest tot 1891-93 wachten en het westelijk deel van de Prins Bisschopsingel, met een betonnen brug over de Jeker, kwam pas in 1920 gereed.
Van meet af aan stond vast dat het Villapark in het zuidelijk deel van de voormalige vestingwerken gerealiseerd zou worden, ver van de industrie en arbeiderswijken in het noorden en westen en dicht bij het Stadspark. Op het eerste schetsplan uit 1867 staat het "Willemspark" al ingetekend, een naam die meteen duidelijk maakte dat men dezelfde ambities had als het omstreeks 1860 gerealiseerde Haagse Willemspark (en later de Amsterdamse naamgenoot). Hier waren ruime woningen in het groen gepland, bedoeld voor de nieuwe (hogere) middenklasse: artsen, notarissen, architecten en andere vrije beroepen, hogere ambtenaren en militairen, en het hoger kader van fabrieken en instellingen. In de plannen van stadsarchitect W.J. Brender à Brandis uit de jaren 1880 is te zien dat de hoofdstructuur van de villawijk bestond uit twee hoofdwegen (de Prins Bisschopsingel en de Sint Lambertuslaan), die elkaar kruisten bij een rond-pont, een rotonde met een plantsoen en een fontein (gereed in 1887). Het stadspark zou naar het westen worden uitgebreid als groene buffer tussen de oude stad en de nieuwe wijk. De Begijnenstraat zou volgens dezelfde plannen verlengd worden en middels een nieuwe poortdoorgang in de stadsmuur met de Prins Bisschopsingel verbonden worden. In 1888 werd de Poort Waerachtig voltooid. Omstreeks dezelfde tijd werd het Kanaal Luik-Maastricht iets naar het westen verlegd, na de sloop van de vestingwerken ter plekke. Bij de nieuwe ophaalbrug over het kanaal eindigde de singelweg (tot 1968).
Inmiddels waren de eerste villa's aan de Van Heylerhofflaan voltooid (1886). De gemeente stelde duidelijke eisen aan bouwplannen voor het Villapark: minstens driekwart van de percelen diende onbebouwd te blijven (tuinhuisjes en dergelijke uitgezonderd), voorgevels moesten ten minste 8 m uit de rooilijn geplaatst worden, zijgevels minstens 3 m van de perceelsgrens en hoekpercelen moesten afgeschuind of afgerond worden. Dubbele of drieledige villa's waren toegestaan. Na de eerste bouwperiode viel de verkoop van kavels omstreeks 1890 nagenoeg stil, waarna de stringente bouwvoorschriften omstreeks 1900 werden versoepeld. Dit leidde rond 1910 tot een nieuwe bouwgolf, waarbij opvallend veel ontwerpen van Willem Sprenger werden gerealiseerd. Op slechts één locatie aan de zuidzijde van de Prins Bisschopsingel, tussen de Sint Hubertuslaan en de Sint Monulphusweg, werd aaneengesloten herenhuisbebouwing toegestaan. Aan de noordzijde verrezen enkele instellingen: in 1909 de ooglijderskliniek "Licht en Liefde", in 1911 het protestants weeshuis en in 1932 het hoofdkantoor van de Provinciale Limburgse Elektriciteits-Maatschappij.

De voltooide Prins Bisschopsingel, 1934. Links het Tongerseplein; rechts het Kanaal Luik-Maastricht

Het westelijk deel van De Kommen behield nog vrij lang een agrarisch en militair karakter. Aanvankelijk had het hele gebied tussen de onverdeelde Jeker en de Luikerweg een militaire bestemming. Het deel van de singel dat dwars door dit gebied was aangelegd bleef eigendom van de Staat en werd pas in 1907 overgedragen aan de gemeente. In 1916 begon aan de noordzijde van de weg de bouw van de Tapijnkazerne. Een impuls voor het gebied betekende de komst van de Belgische tram van de Chemins de Fer Vicinaux. De stoomtram naar Tongeren reed vanaf 1909 vanaf de Onze Lieve Vrouwekade via De Kommen en het Tongerseplein naar het Cannerplein en vandaar naar de grens bij Vroenhoven. In 1916 werd de trambrug over de Jeker in het Stadspark door het Ministerie van Oorlog gesloopt, waardoor de tram hier noodgedwongen eindigde. Vanaf 1924 werd de route gewijzigd en reed de tram via de Elisabeth Strouvenlaan en de Hertogsingel naar het Koningin Emmaplein, waardoor het Villapark weer tramloos werd.

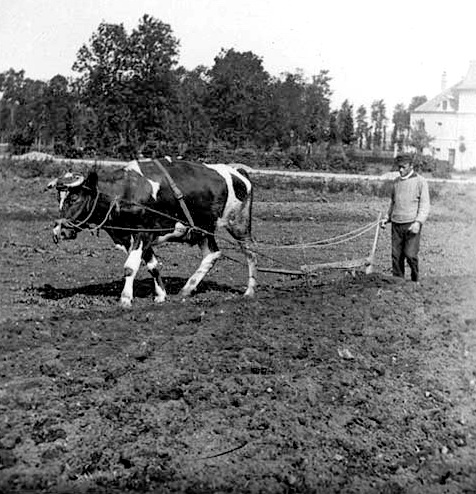
Ploegende boer in De Kommen, ca. 1900. Fotograaf: Maxime Regout
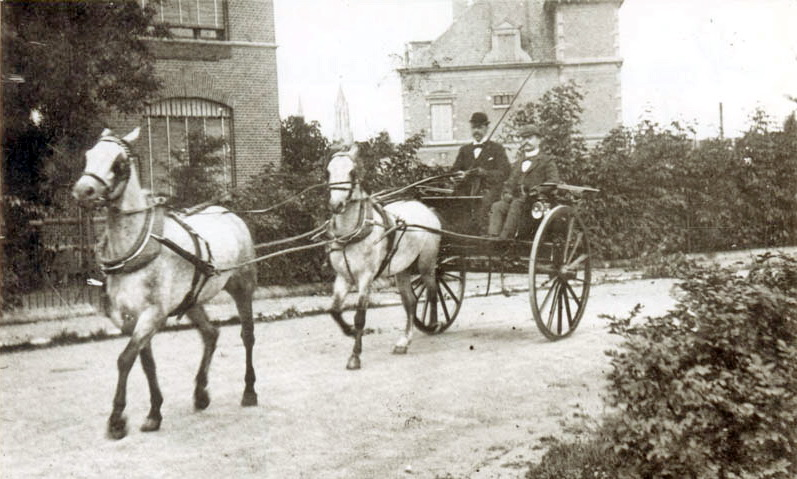
Paardenkoets op het rond-point, ca. 1900
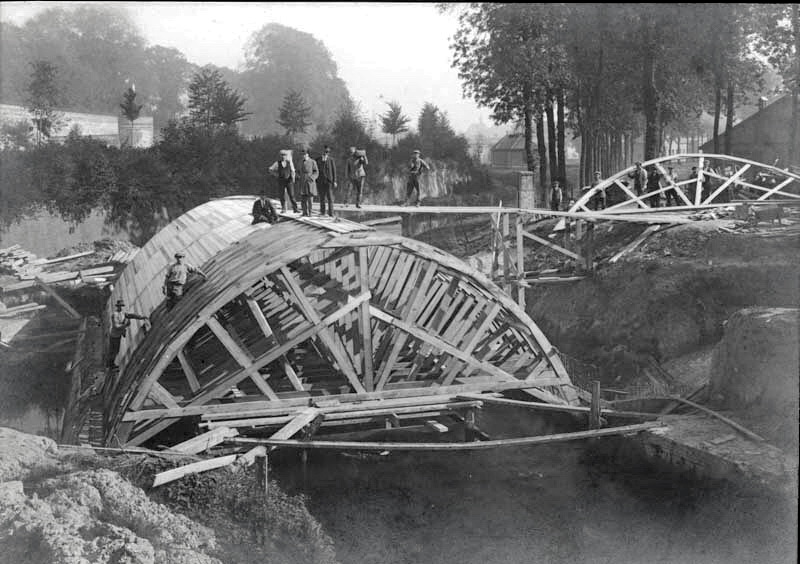
Bouw Jekerbrug, ca. 1918-20
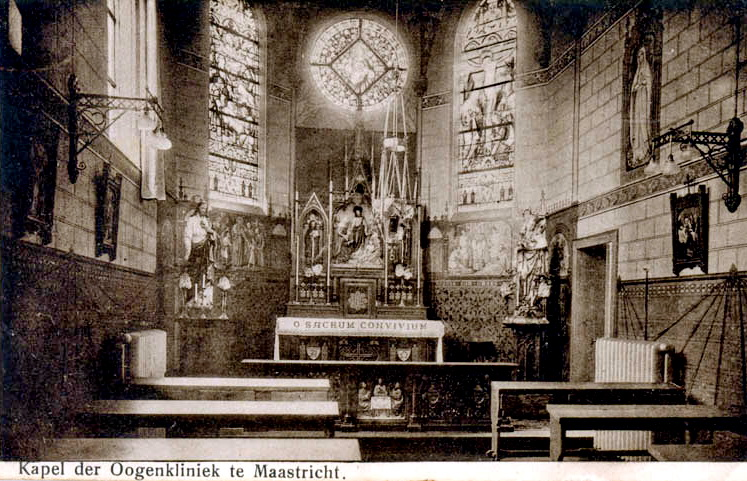
Kapel Licht & Liefde, 1936

### Ring Maastricht (na 1950)

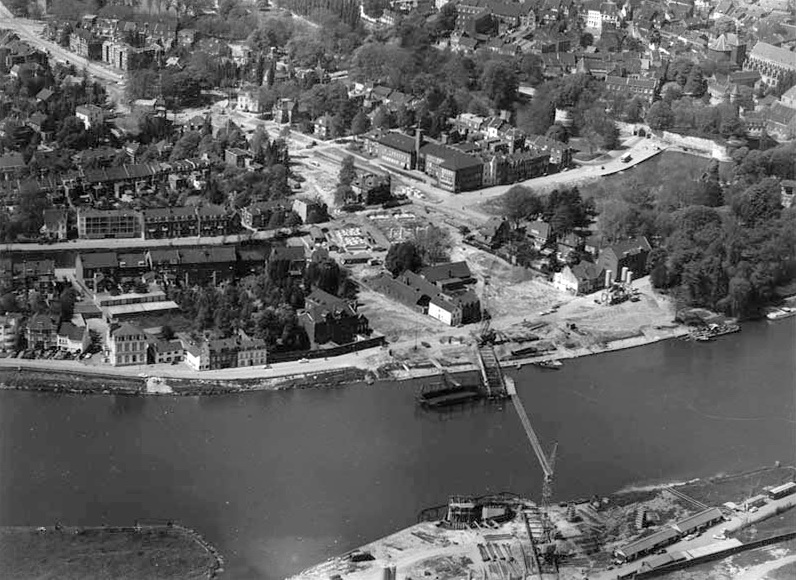
Bouw John F. Kennedybrug, 1966

Vanaf de jaren 1950 werd het verkeer op de Prins Bisschopsingel door het toenemend autobezit geleidelijk intensiever. Aanvankelijk was de singel ingericht als een parkachtige laan, maar de toegenomen verkeersintensiteit maakte een doelmatigere inrichting onvermijdelijk. In 1955-56 werd de Jekerbrug verbreed tot het profiel van de singel. Van 1963 tot 1967 werd het Kanaal Luik-Maastricht gedempt, gevolgd door de aanleg van de Maasboulevard, die voor extra verkeersdrukte op de Prins Bisschopsingel zorgde.
Ingrijpender was de bouw van de John F. Kennedybrug (1966-68), die direct op de Prins Bisschopsingel aanlandde. Twee villa's moesten worden gesloopt, bomen werden gerooid, het rond-point verdween en meerdere straten werden in tweeën gedeeld. Tussen de Sint Lambertuslaan en de Sint Hubertuslaan moest in de middenberm van de vernieuwde Prins Bisschopsingel een hekwerk geplaatst worden om te verhinderen dat voetgangers toch zouden oversteken.
In 1984 kwam de Noorderbrug gereed, als laatste schakel in de Ring Maastricht, waarvoor de gemeente meer dan 30 jaar geijverd had. In 2018 werd het tracé van de Noorderbrugaanlanding op de westelijke Maasoever verlegd, zodat de singelring niet langer aansloot op die brug. Het is niet aannemelijk dat de verkeersintensiteit op de Prins Bisschopsingel hierdoor is afgenomen.

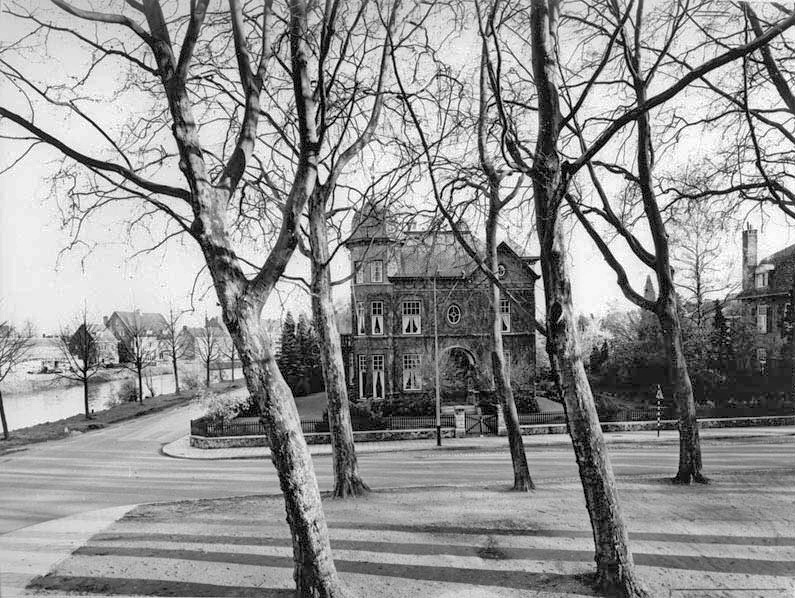
Hoek Sint Pieterskade / Prins Bisschopsingel, 1956
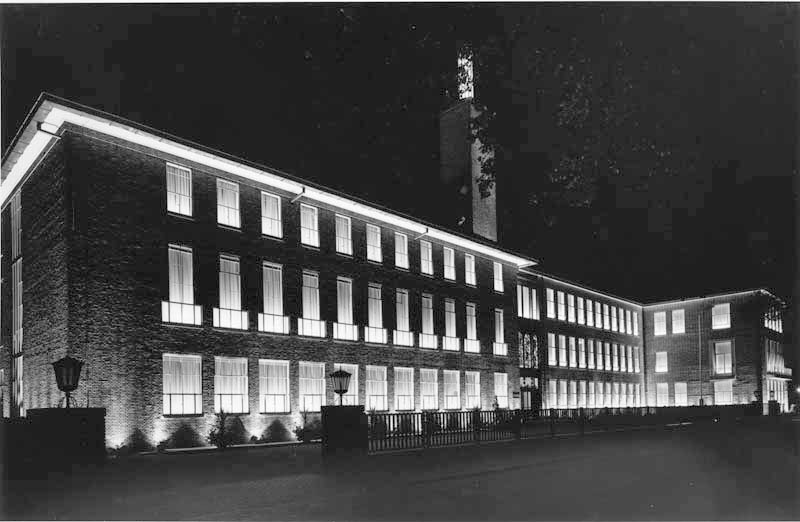
Feestverlichting PLEM bij 50-jarig bestaan, 1959
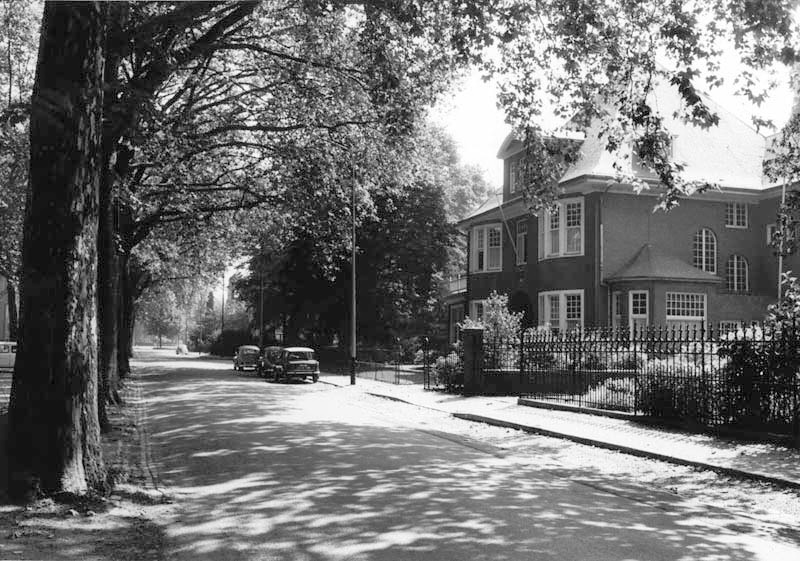
Bomenrijke laan, kort voor de bouw van de Kennedybrug
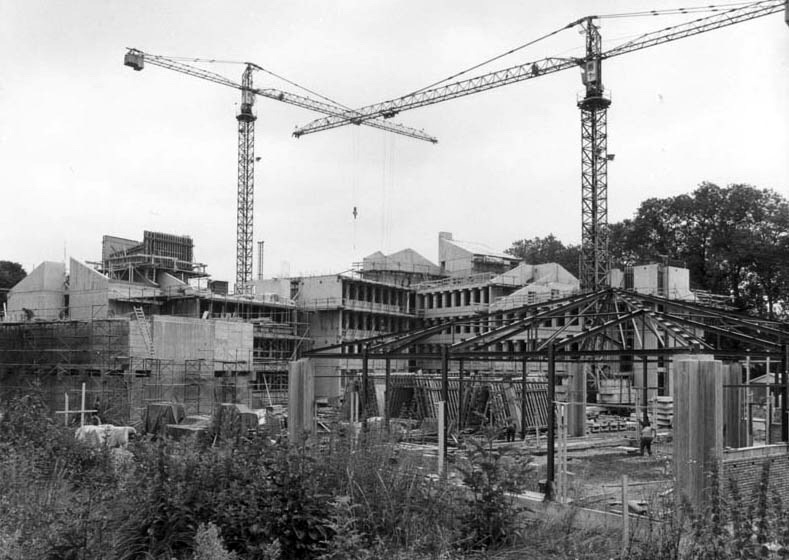
Bouwterrein politiebureau, 1977

## Bezienswaardigheden

### Villa's, herenhuizen

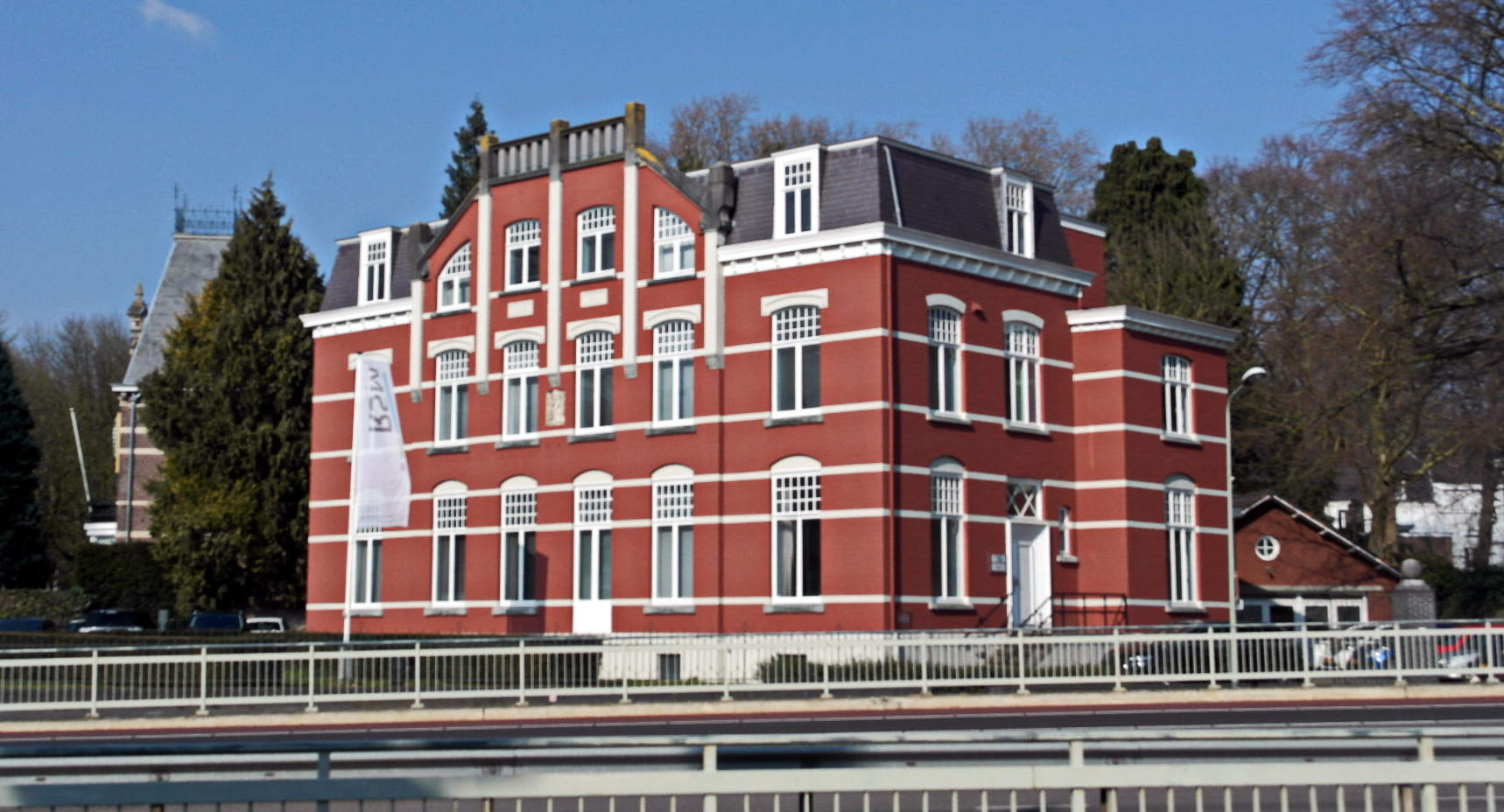
Het "witte huis" langs de oprit van de Kennedybrug

Aan de Prins Bisschopsingel ligt een tiental villa's, omringd door royaal aangelegde tuinen. De vier villa's grenzend aan het voormalige rond-point, de kruising met de Sint Lambertuslaan, behoren tot de grootste van het Villapark en vormden ooit het middelpunt van de wijk. Architecten als Julien Rémont en zijn zoon Denis-Joseph Rémont, Willem Sprenger en Hubert van Groenendael ontwierpen villa's in eclectische stijl, die aan de smaak van Maastrichtse industriëlen en notabelen beantwoordden. De meeste zijn rijks- of gemeentelijke monumenten.
Aan de zuidzijde van de singel ligt tussen de Sint Hubertuslaan en de Sint Monulphusweg een bouwblok met een twintigtal geschakelde herenhuizen in traditioneel-ambachtelijke stijl. De meeste huizen zijn opgetrokken in rode of bruine baksteen, soms met horizontale banden van hard- of kunststeen, of met segmentbogige versieringen boven de vensters met contrasterende sluitstenen. Enkele huizen hebben balkons met gebeeldhouwde consoles en giet- of smeedijzeren balustrades. Het rijksmonument op nr. 17 toont invloeden van de art nouveau.

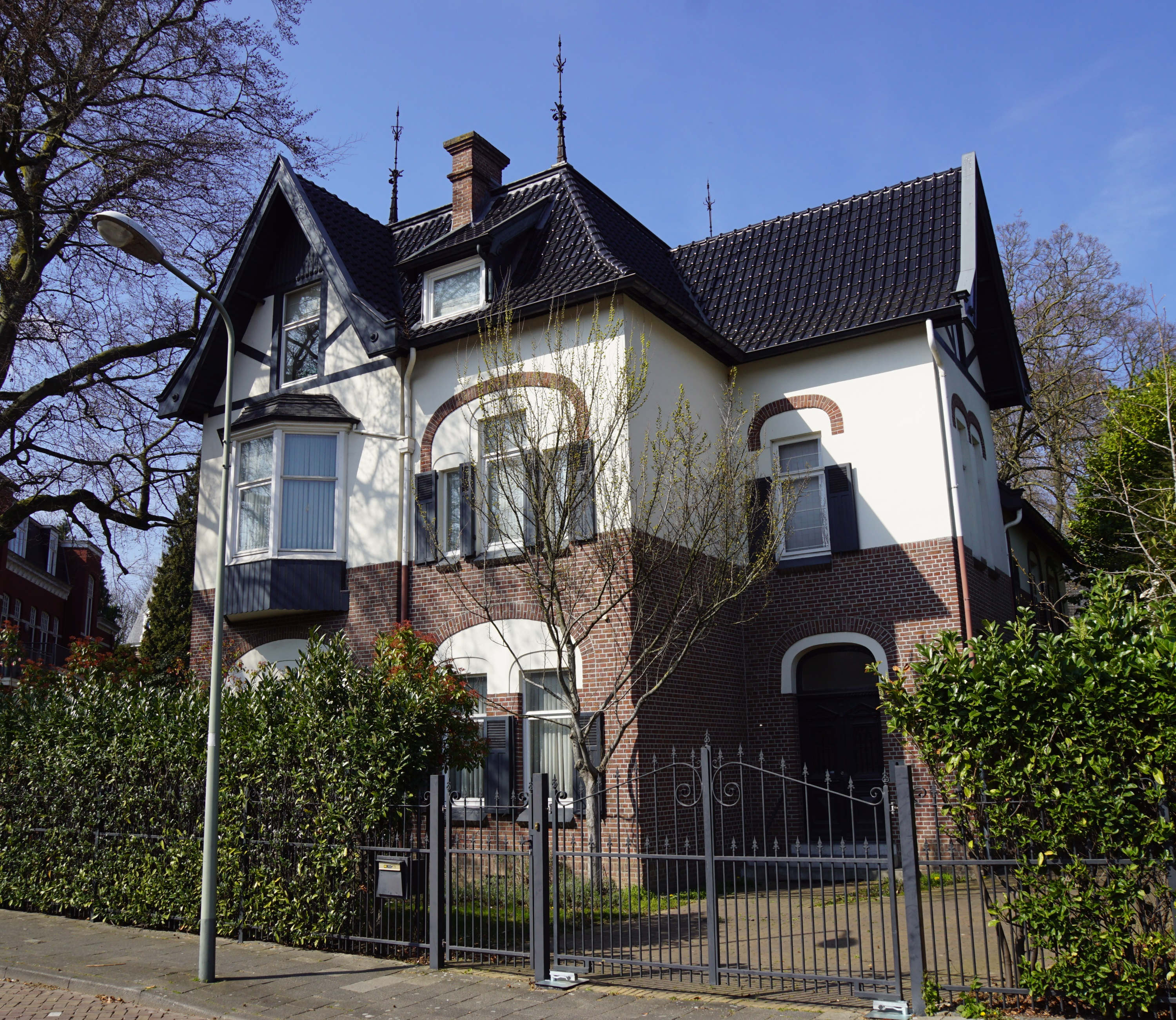
Nr. 12
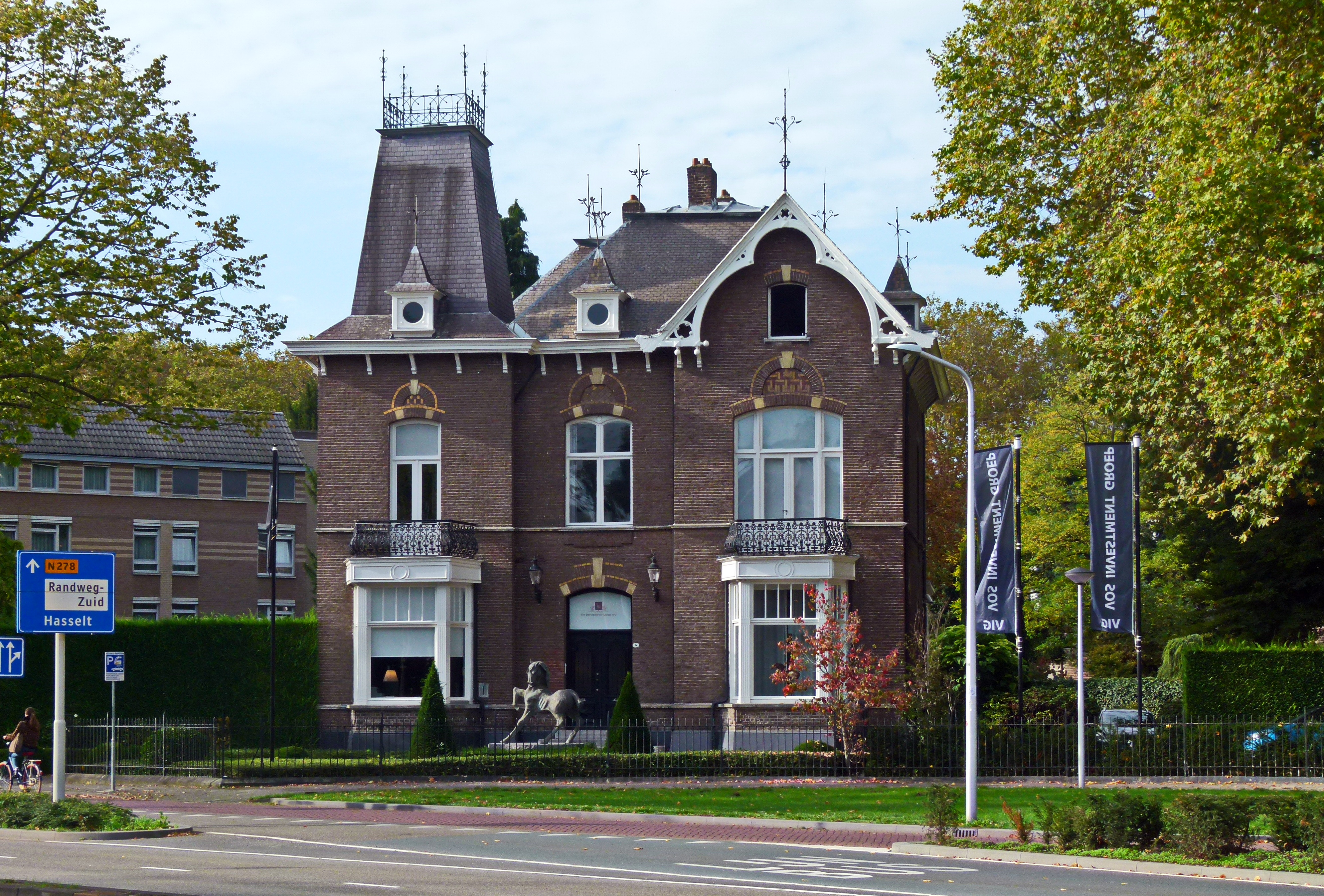
Villa Marguerite
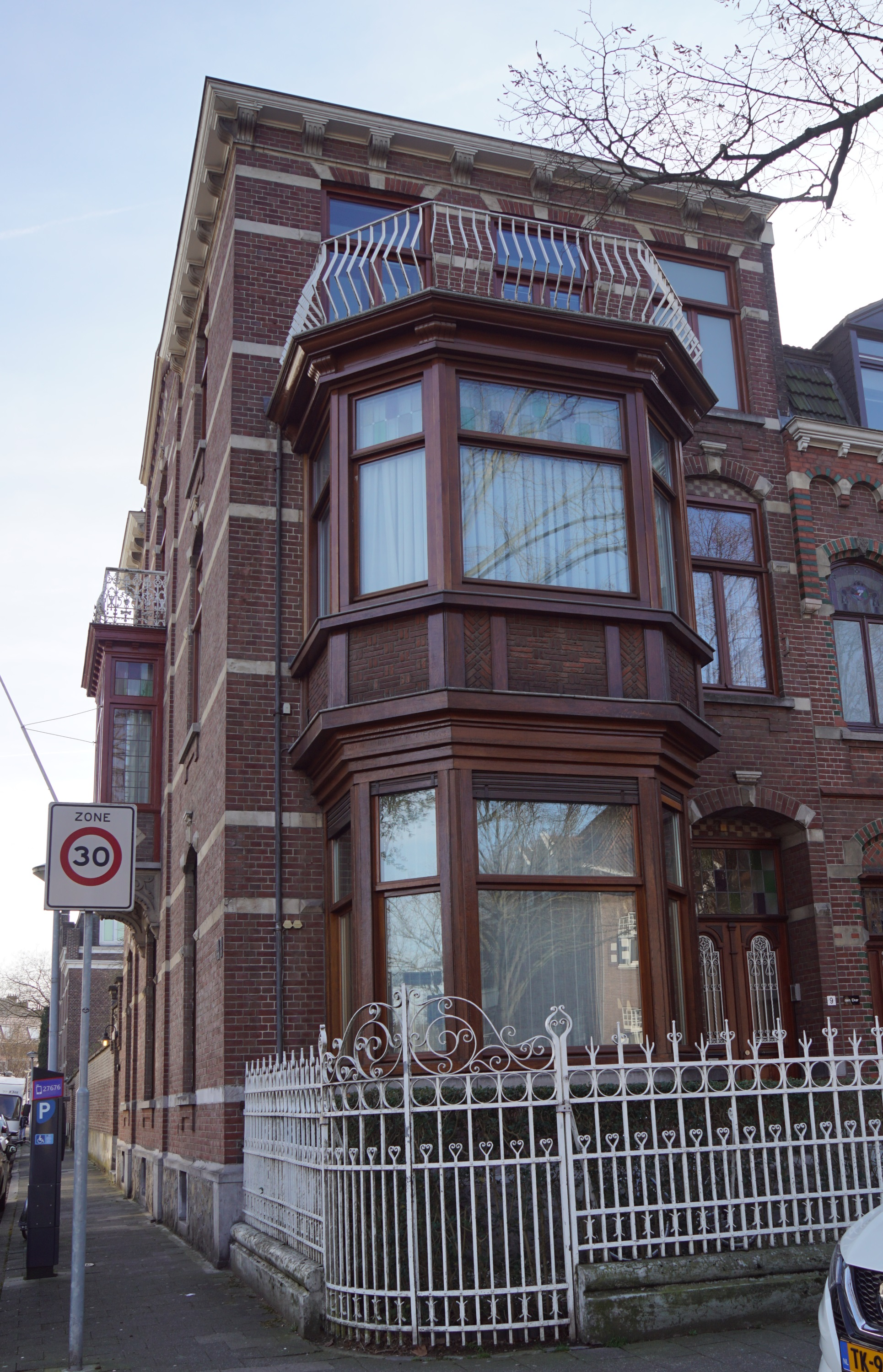
Nr. 9
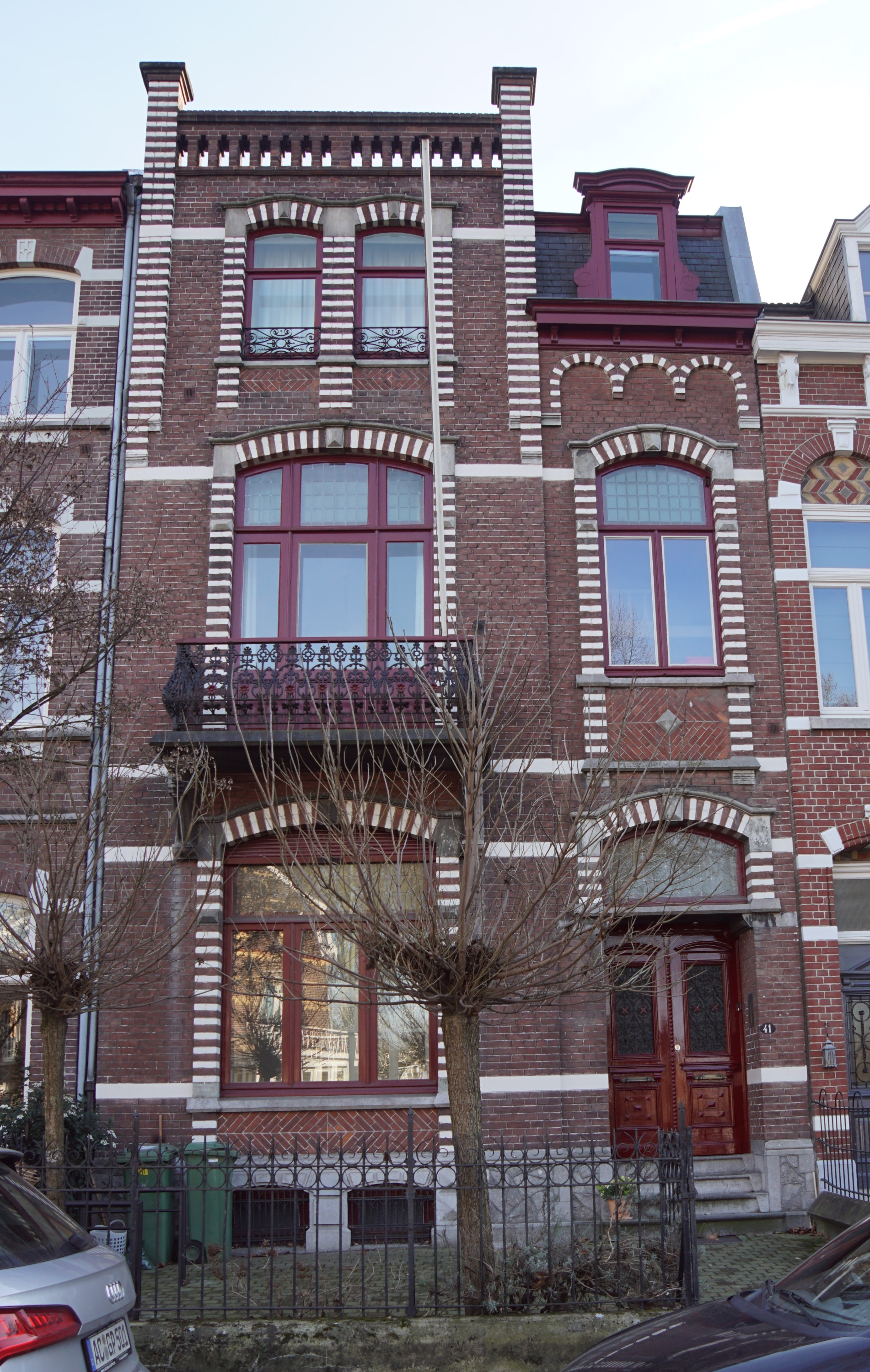
Nr. 41

### Instellingen, kantoren
Aan de noordzijde liggen tussen de Sint Hubertuslaan en de Sint Lambertuslaan het voormalig protestants weeshuis en het zorgcentrum voor visueel gehandicapten "Licht en Liefde". In eerstgenoemd gebouw is thans het Religieus Huis FIC Nederland gevestigd van de Broeders van Maastricht. Het is een traditioneel ogend gebouw van baksteen uit 1911, waarvan de vensterluiken het meest in het oog springen. "Licht en Liefde" was een kliniek voor ooglijders, die gerund werd door de zusters Onder de Bogen. Het oorspronkelijk gebouw kwam in 1909 tot stand naar een ontwerp van Willem Sprenger, maar werd in 1989 vervangen door nieuwbouw. In 2015 werd bekend dat de instelling ging sluiten en dat het gebouw verkocht zou worden. Op de hoek van de Sint Pieterskade ligt het voormalige hoofdkantoor van de PLEM van architect A. Postma uit 1932. Het gebouw van gele bakstenen vertoont invloeden van de Delftse School en werd in 1956 uitgebreid met een oostvleugel. Opvallend is de toren, die een cilinderachtige bekroning in staal en glas heeft. Vanaf 1967 was het in gebruik door de Waterleiding Maatschappij Limburg en in 2006-08 werd het door het architectenbureau BiermanHenket verbouwd tot appartementencomplex. Aan de zuidzijde van de singel ligt het politiebureau van de Regionale Eenheid Limburg / afdeling Maastricht van architectenbureau Snelder uit 1975-78, gebouwd in een moderne variant op de Maaslandse renaissancestijl. In 1996 werd het gebouw uitgebreid, onder andere met een ronde en een ovale kantoorvleugel in een afwijkende stijl. Enkele villa's zijn tegenwoordig eveneens in gebruik als kantoor.

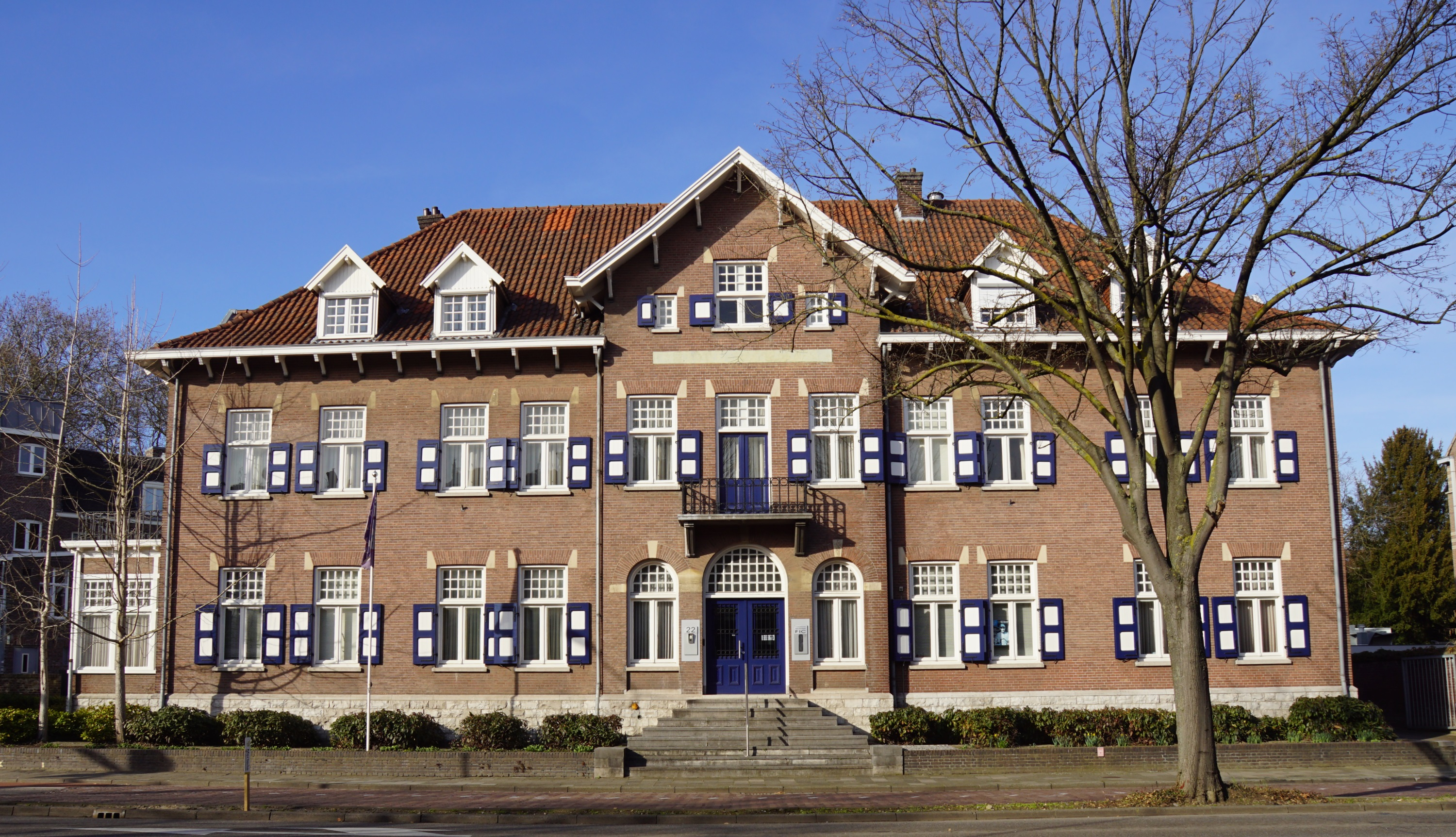
Vm. protestants weeshuis
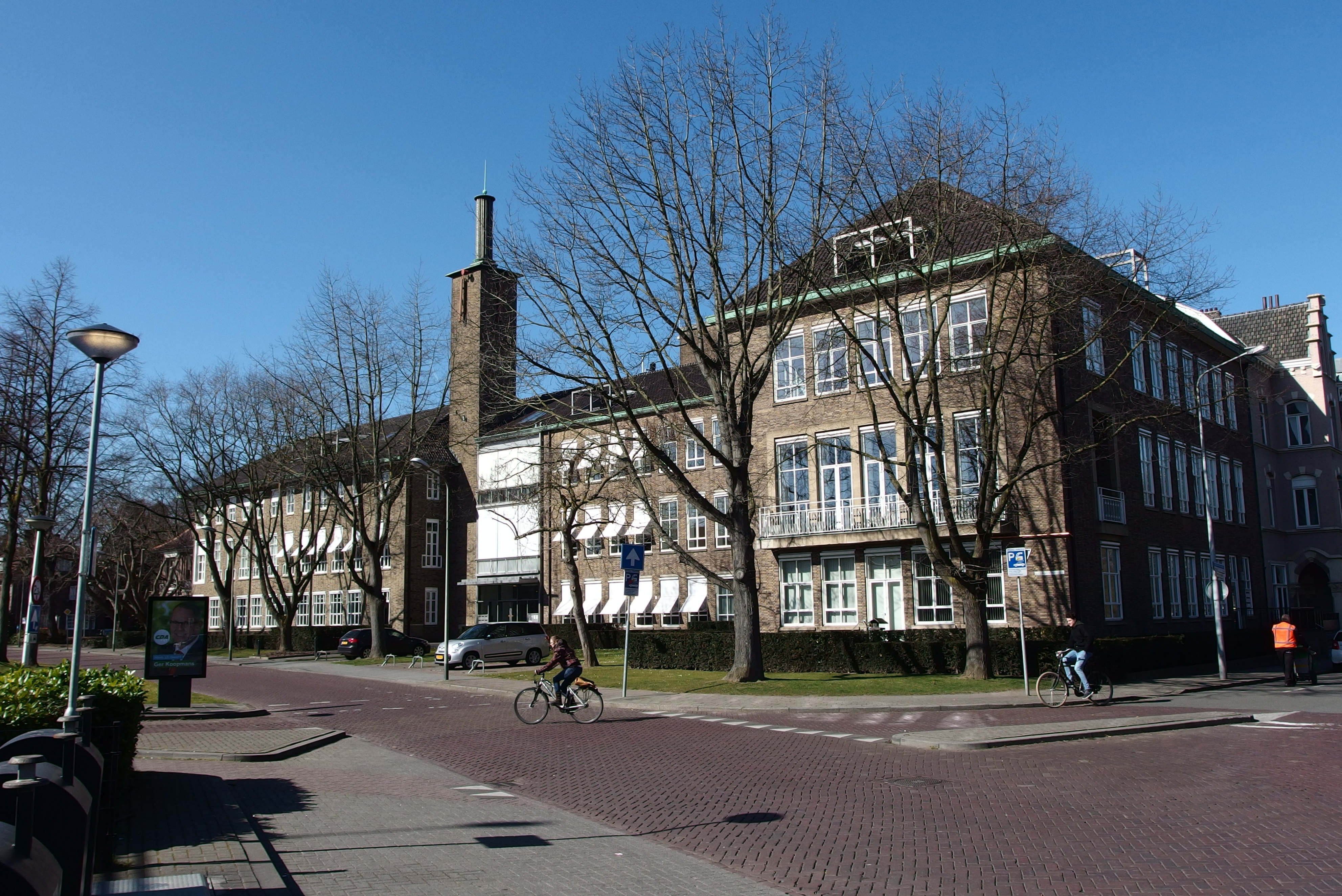
Vm. PLEM-kantoor
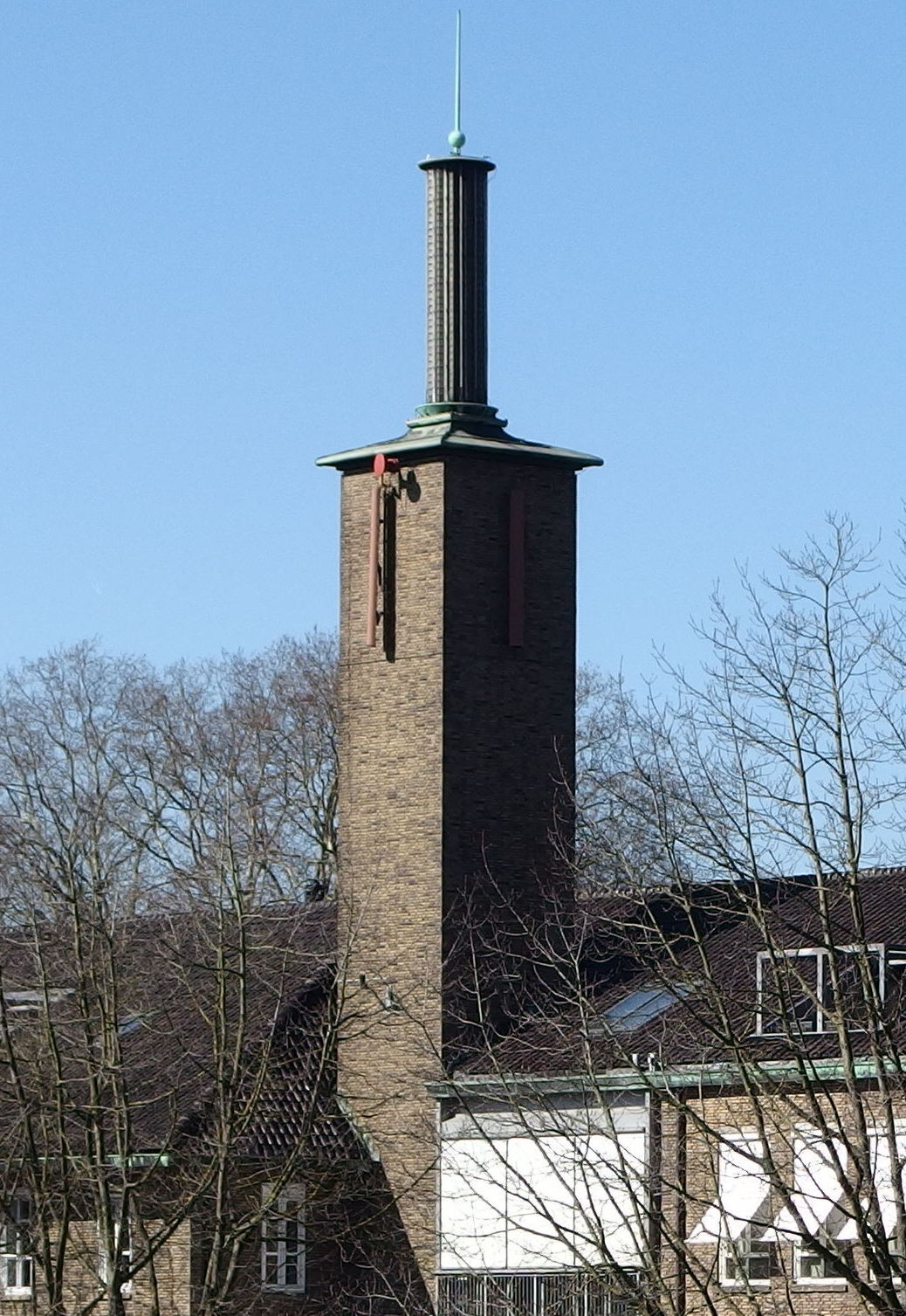
Idem, detail toren
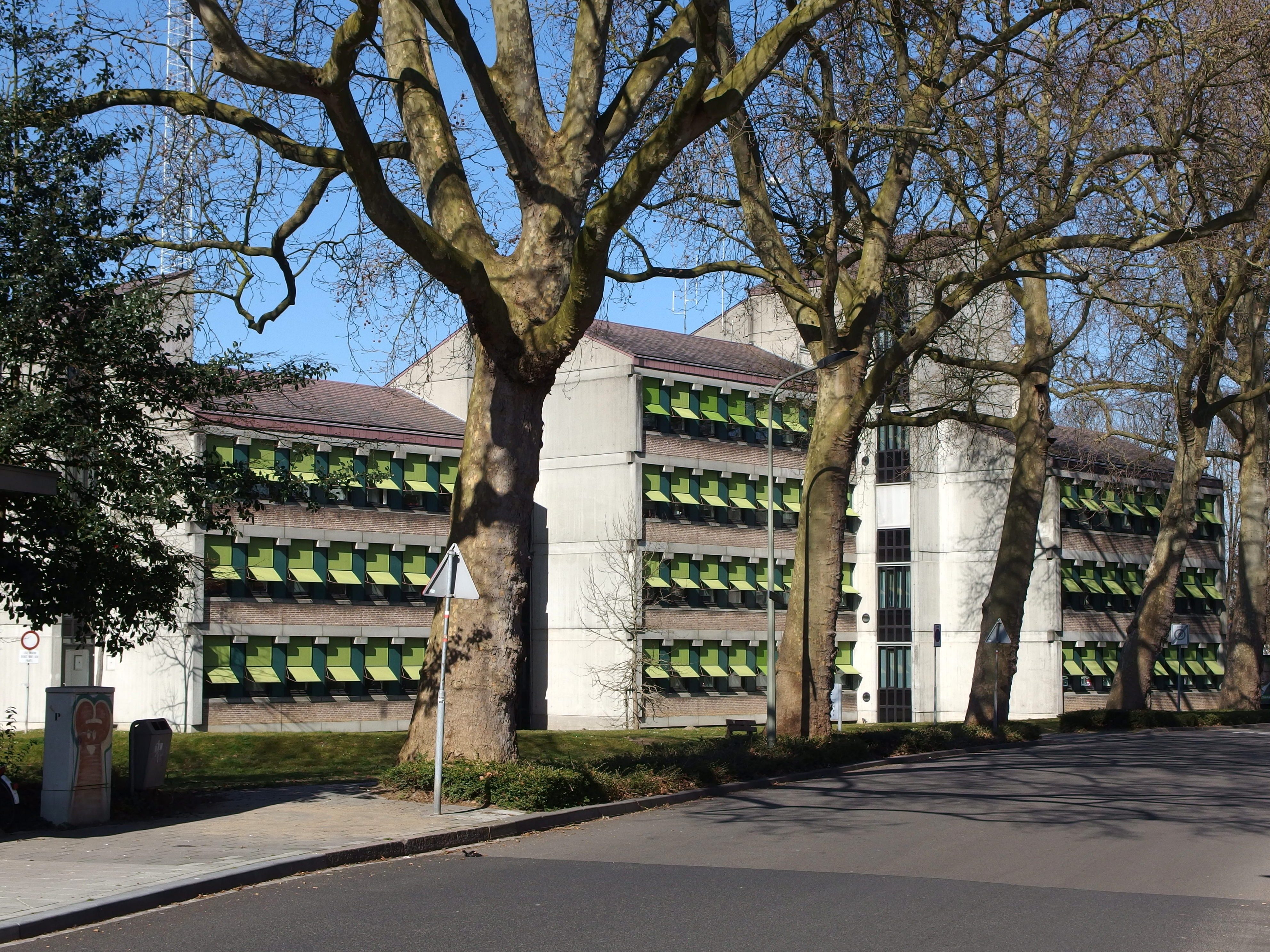
Politiebureau

### Vestingrestanten, militair erfgoed, oorlogsmonument
Van de vele dijken, sluizen en duikers waarmee tot 1867 het waterpeil in het inundatiegebied geregeld werd, resteert zo goed als niets. Bij het parkeerterrein achter het politiebureau bevindt zich een begroeide aarden wal, mogelijk een overblijfsel van het bastion Brunswijk of van een dijk. Een oude kademuur langs de Jeker bij de Tapijnkazerne is een restant van de linkerface van bastion Wilhelmina.
Diverse gebouwen op het terrein van de voormalige Tapijnkazerne (1916-19) zijn beschermd als rijks- of gemeentelijk monument. Langs de Prins Bisschopsingel trekt vooral het U-vormige ensemble met de paviljoens I, II en III rondom een exercitieterrein de aandacht. Op de hoek met de Sint Hubertuslaan ligt het wachtgebouw met een markante toren. In 1927 werd op het exercitieterrein het verplaatste grafmonument van generaal Dibbets onthuld, dat vanwege de industriële expansie aan de noordzijde van Maastricht niet langer op zijn oorspronkelijke standplaats in de Nieuwe Bossche Fronten kon blijven. Aangezien de stoffelijke resten van Dibbets niet werden aangetroffen, betreft het zwarte gietijzeren monument van beeldhouwer Le Compte uit 1841 in feite een cenotaaf.
Voor het pand Prins Bisschopsingel 25 bevinden zich sinds 2019 twee struikelsteentjes voor de tweelingzussen Meta en Lilli Süskind (1888-1943), die als jodinnen in juni 1943 op een Belgisch onderduikadres werden gearresteerd. Twee maanden later werden ze in Auschwitz vergast.

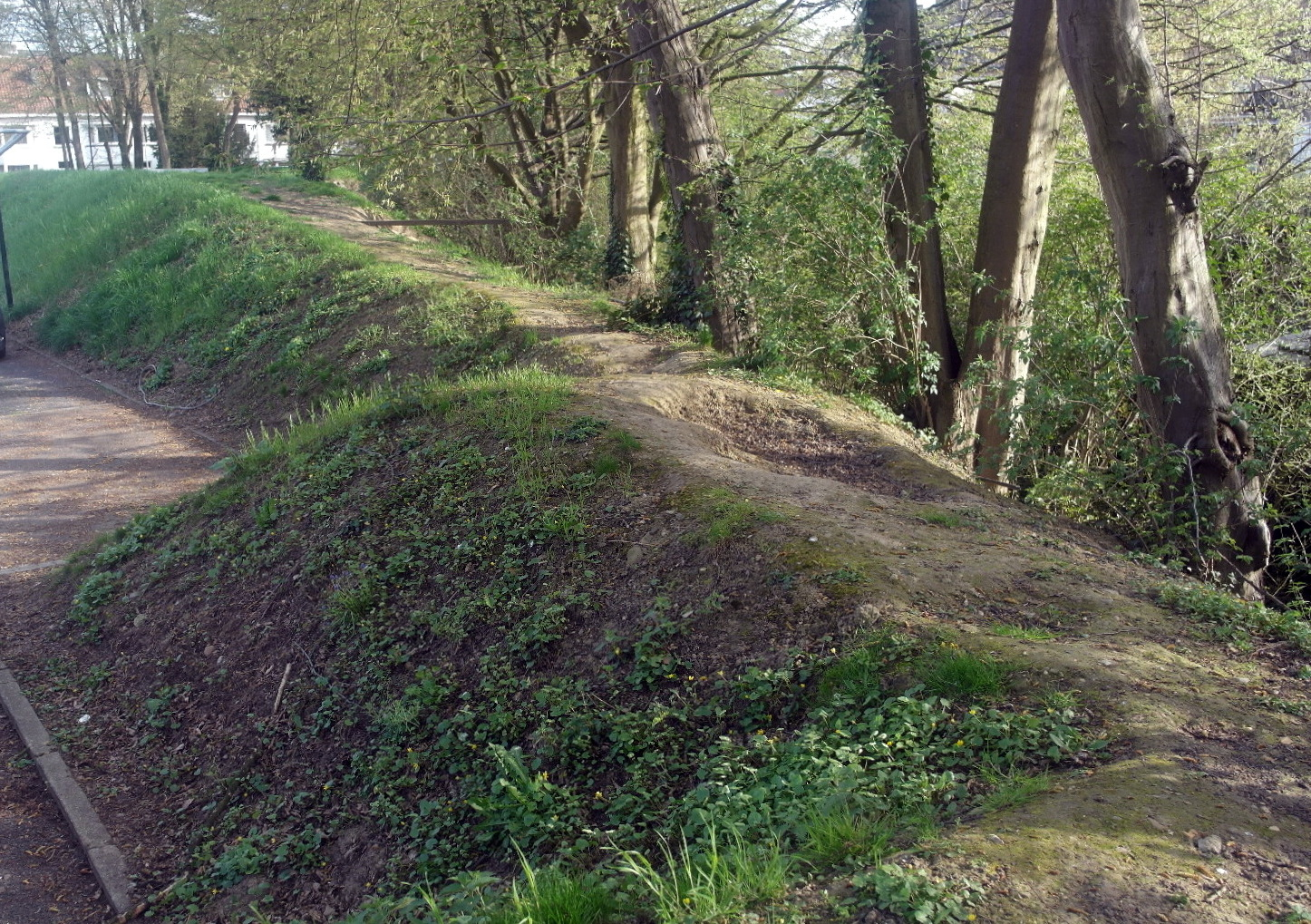
Politiebureau, aarden wal
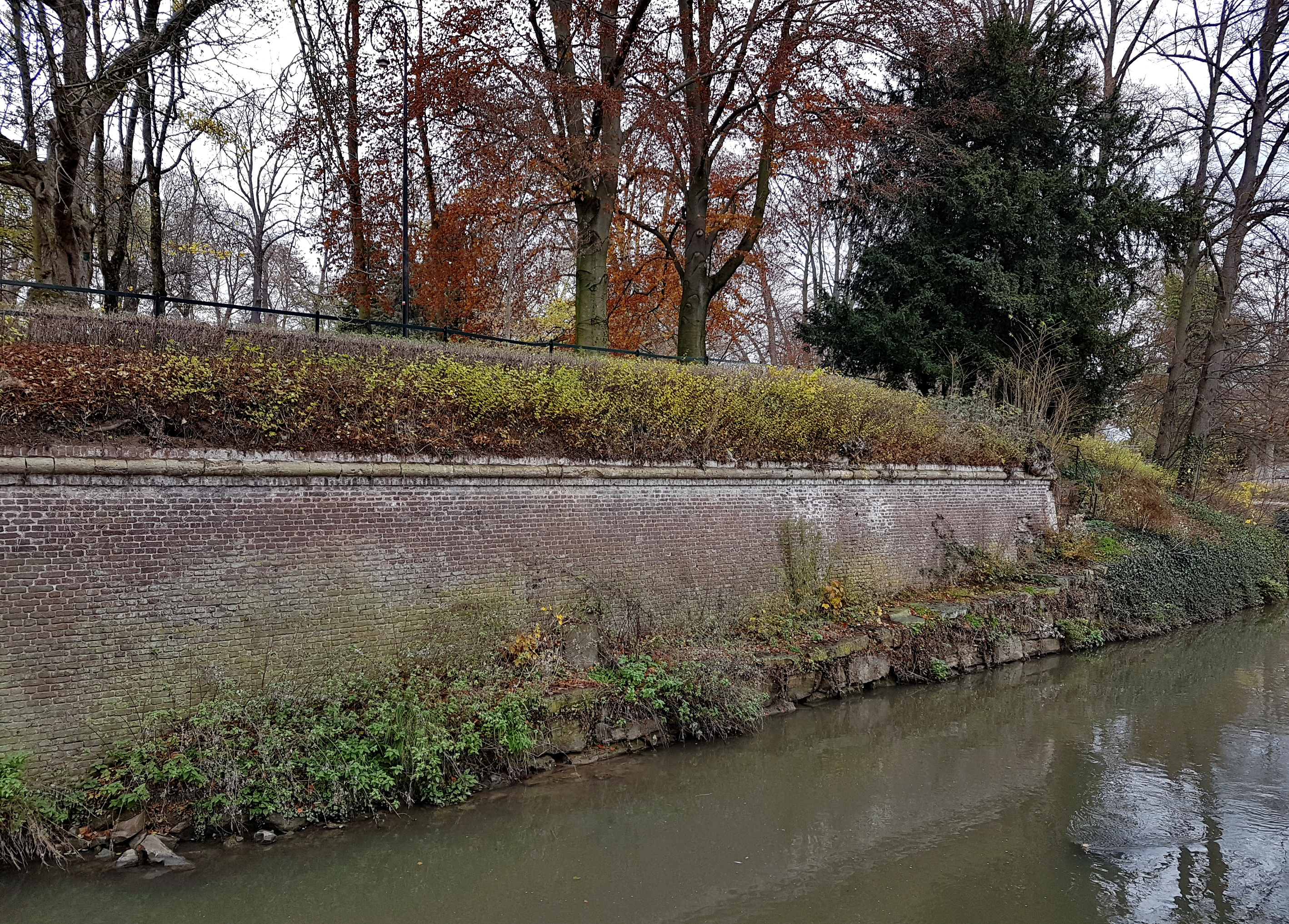
Restant bastion Wilhelmina
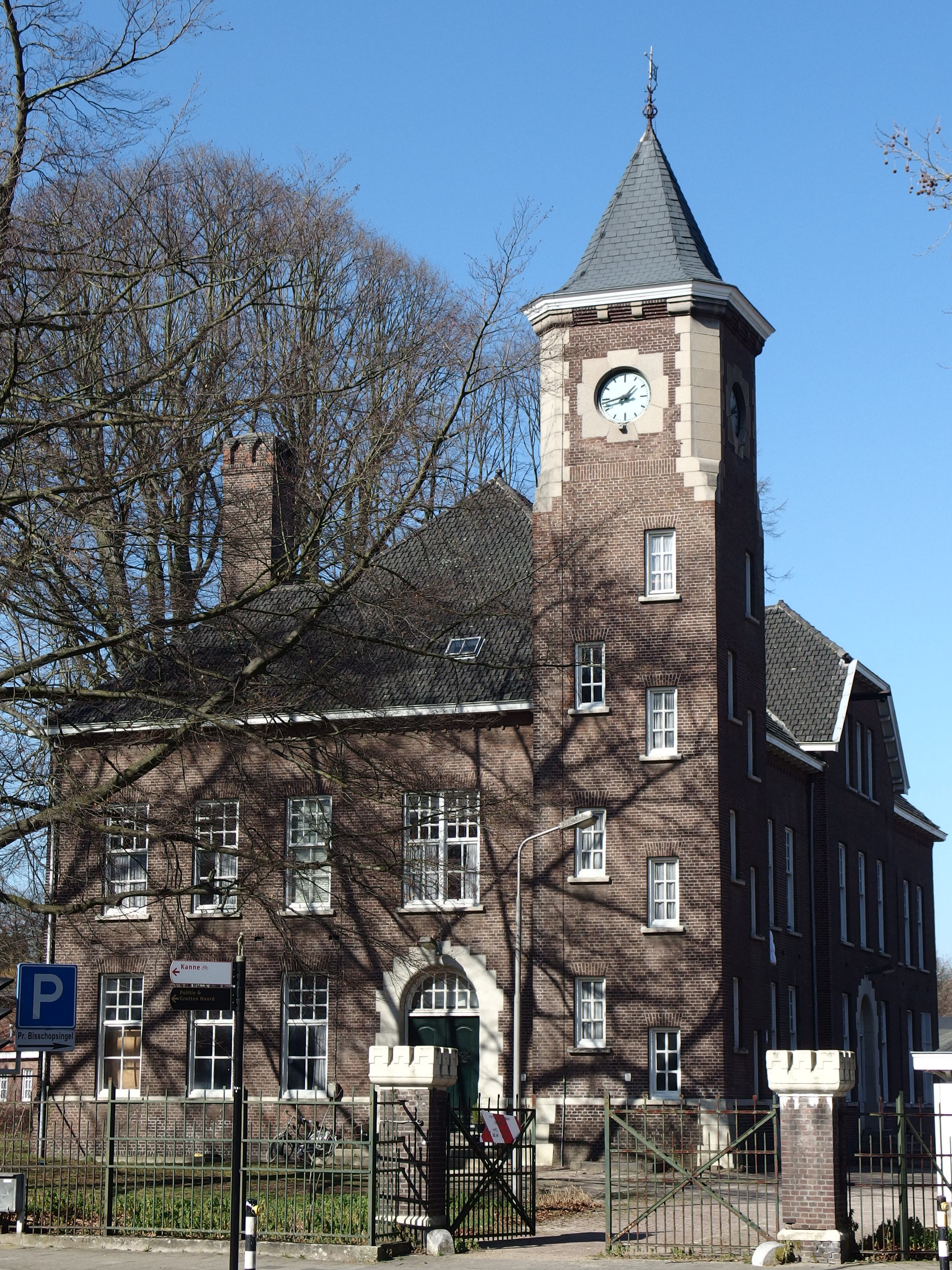
Tapijnkazerne, wachtgebouw
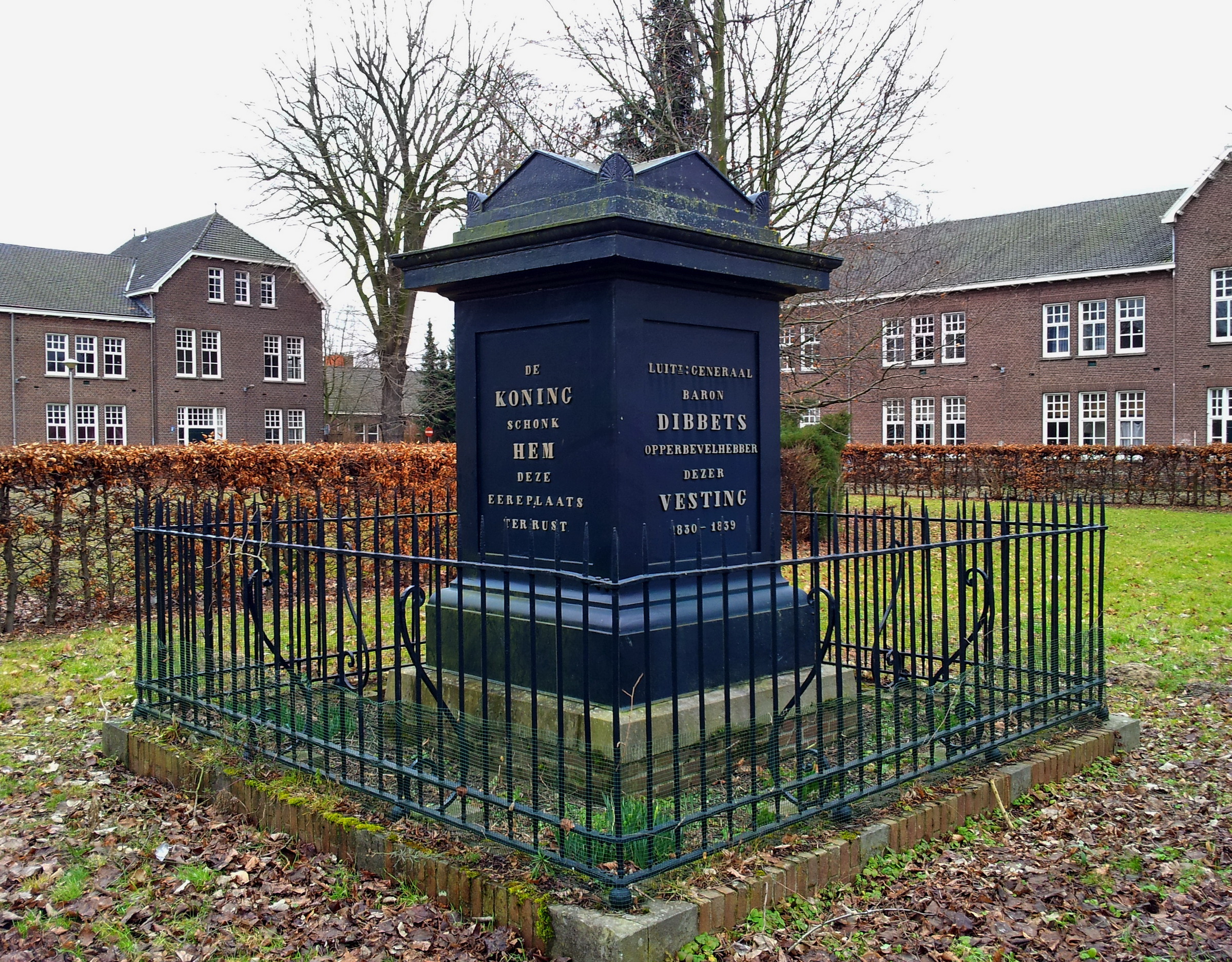
Idem, Dibbets cenotaaf

### Tuinen, parken
Nabij het Tongerseplein en grenzend aan de Prins Bisschopsingel ligt het Aldenhofpark, in feite onderdeel van het Stadspark Maastricht. Het park, oorspronkelijk Wilhelminapark geheten, werd in 1918 ontworpen door vader en zoon Rosseels. Aan de overzijde van de singel ligt het Waldeckpark, in 1921 naar een ontwerp van tuinarchitect Leonard Springer aangelegd rondom het bastion Waldeck.. Oostelijk van het Aldenhofpark, gescheiden door de Jeker, ligt de Tapijnkazerne, jarenlang een gesloten terrein. Het terrein zal na de herontwikkeling een open en parkachtig karakter krijgen. De Tapijntuin is sinds 2014 een particulier initiatief op het gebied van stadslandbouw. Voor het ertegenover liggende sportcomplex "De Koompe" is nog geen definitieve bestemming. Het wordt incidenteel gebruikt voor festivals. Een klein deel van het Jekerpark bij de Jekerweg grenst aan de Prins Bisschopsingel. Meer naar het oosten bepalen privétuinen het groene karakter van de singel.

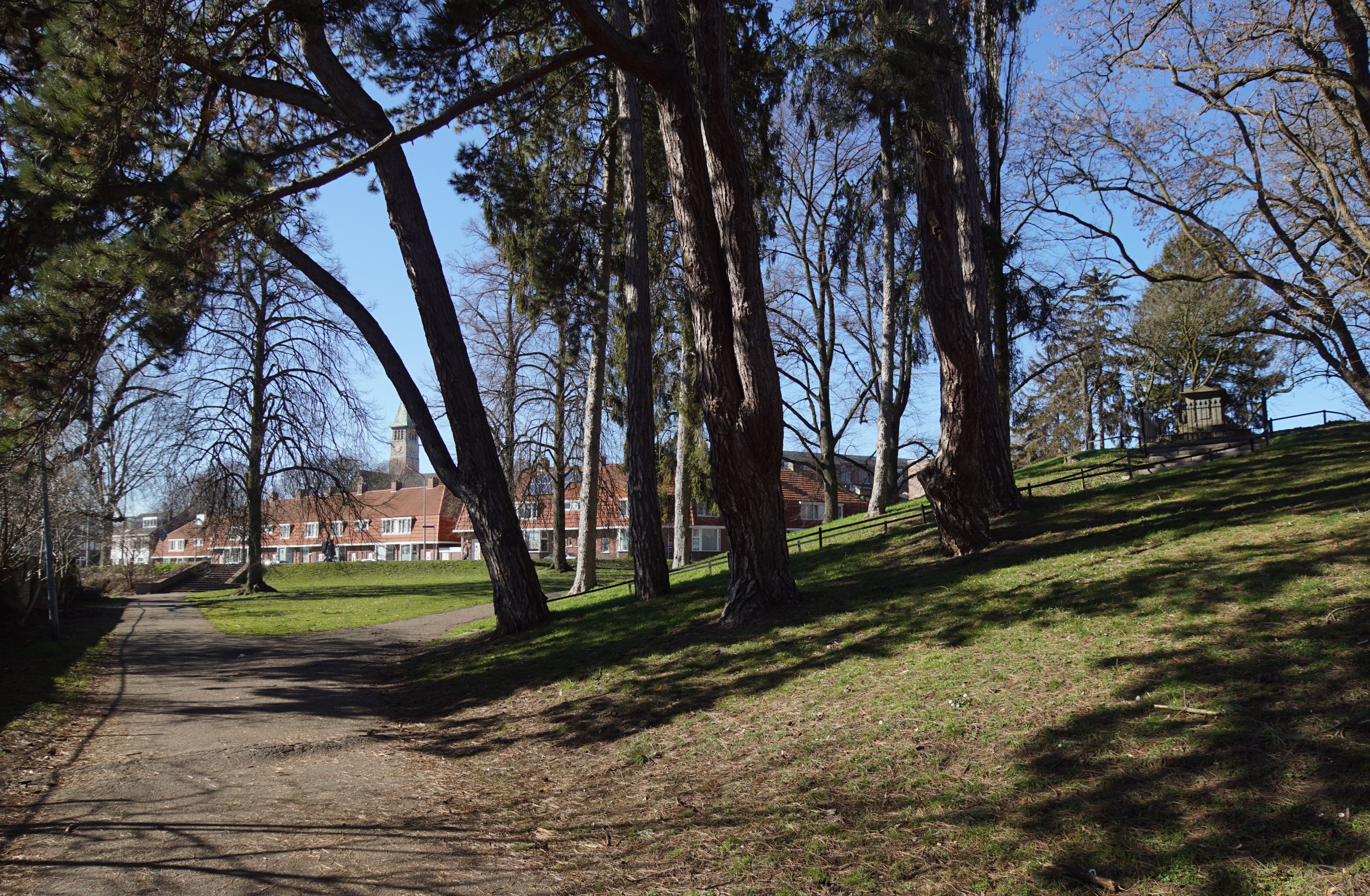
Waldeckpark
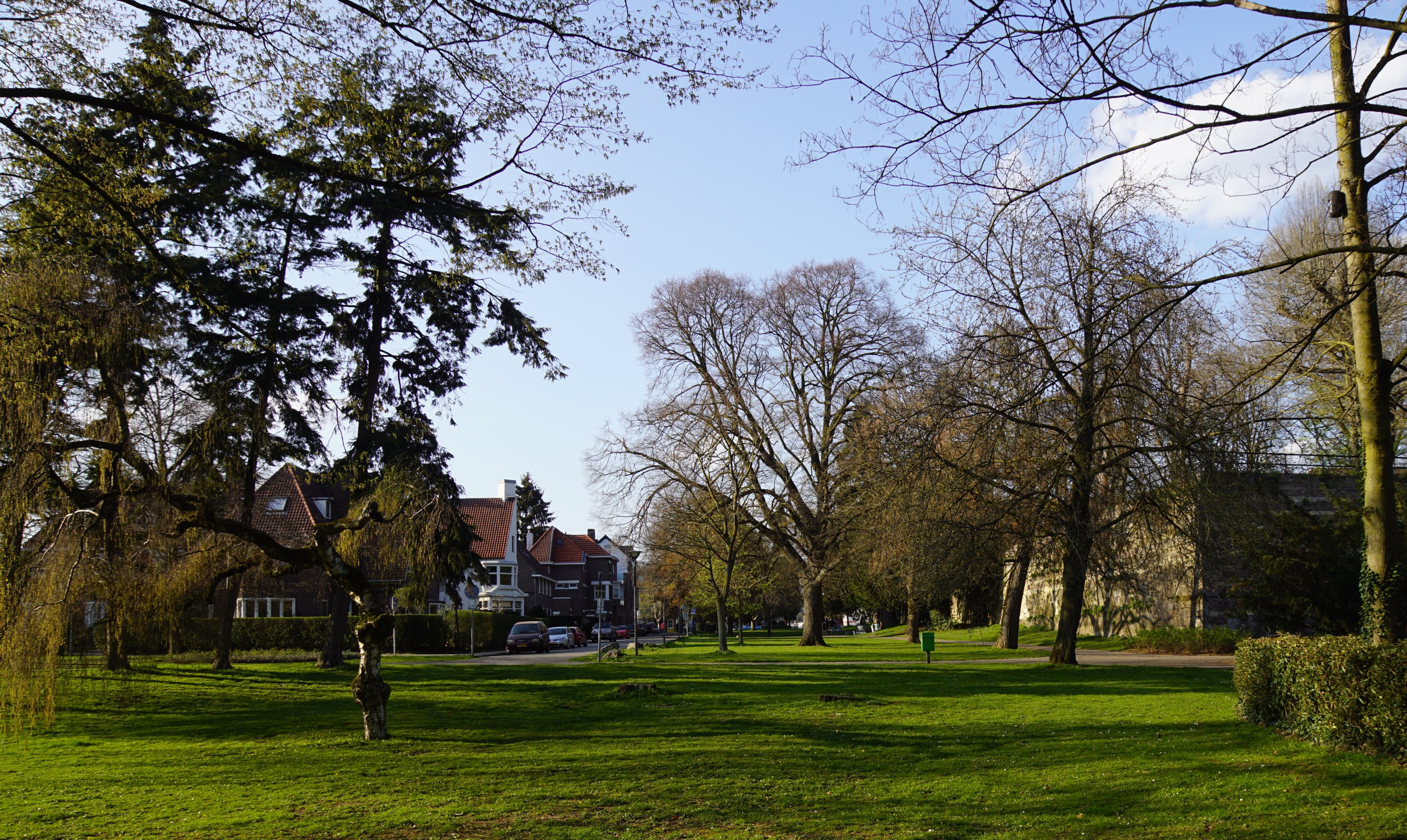
Aldenhofpark
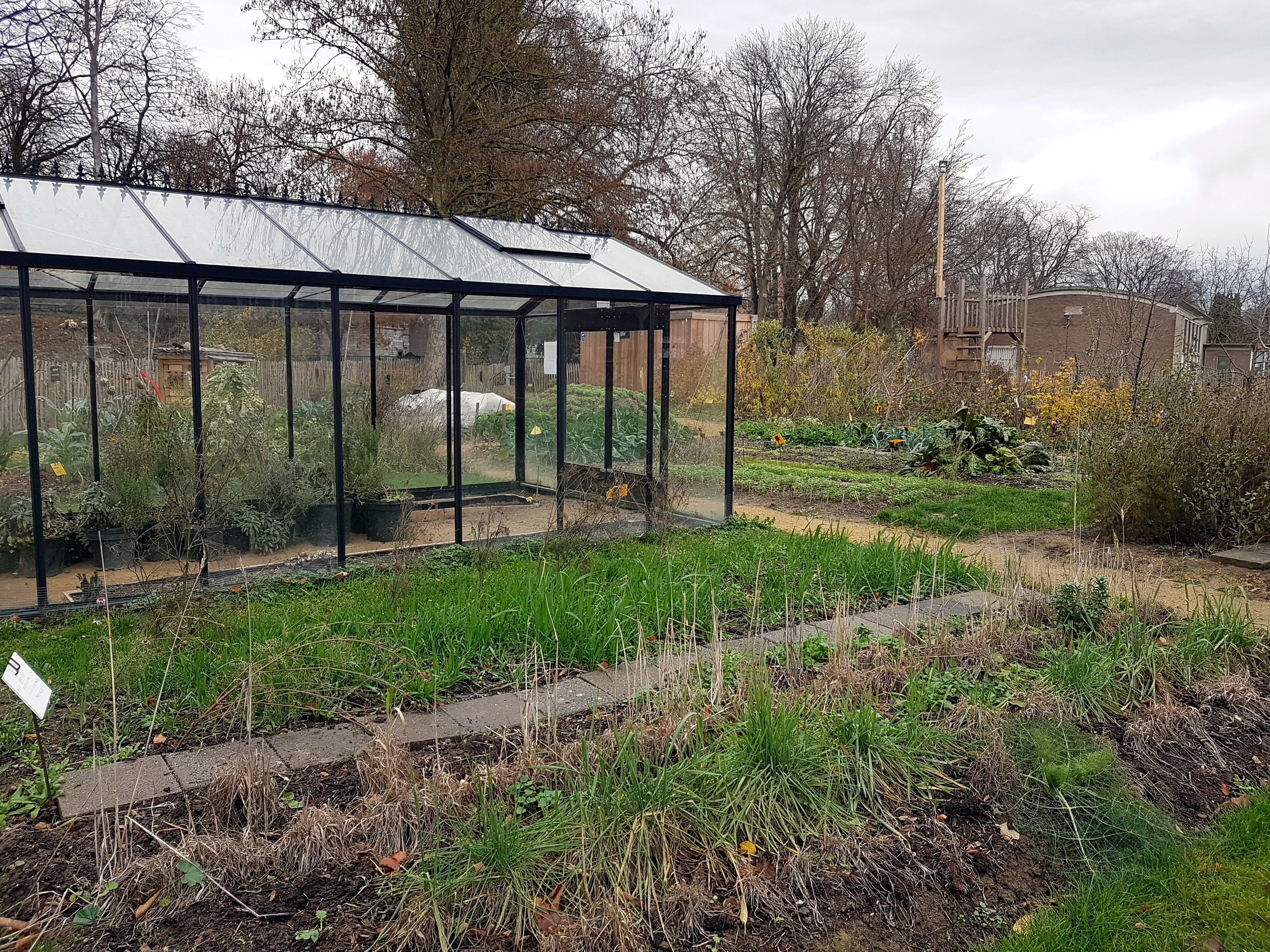
Tapijntuin
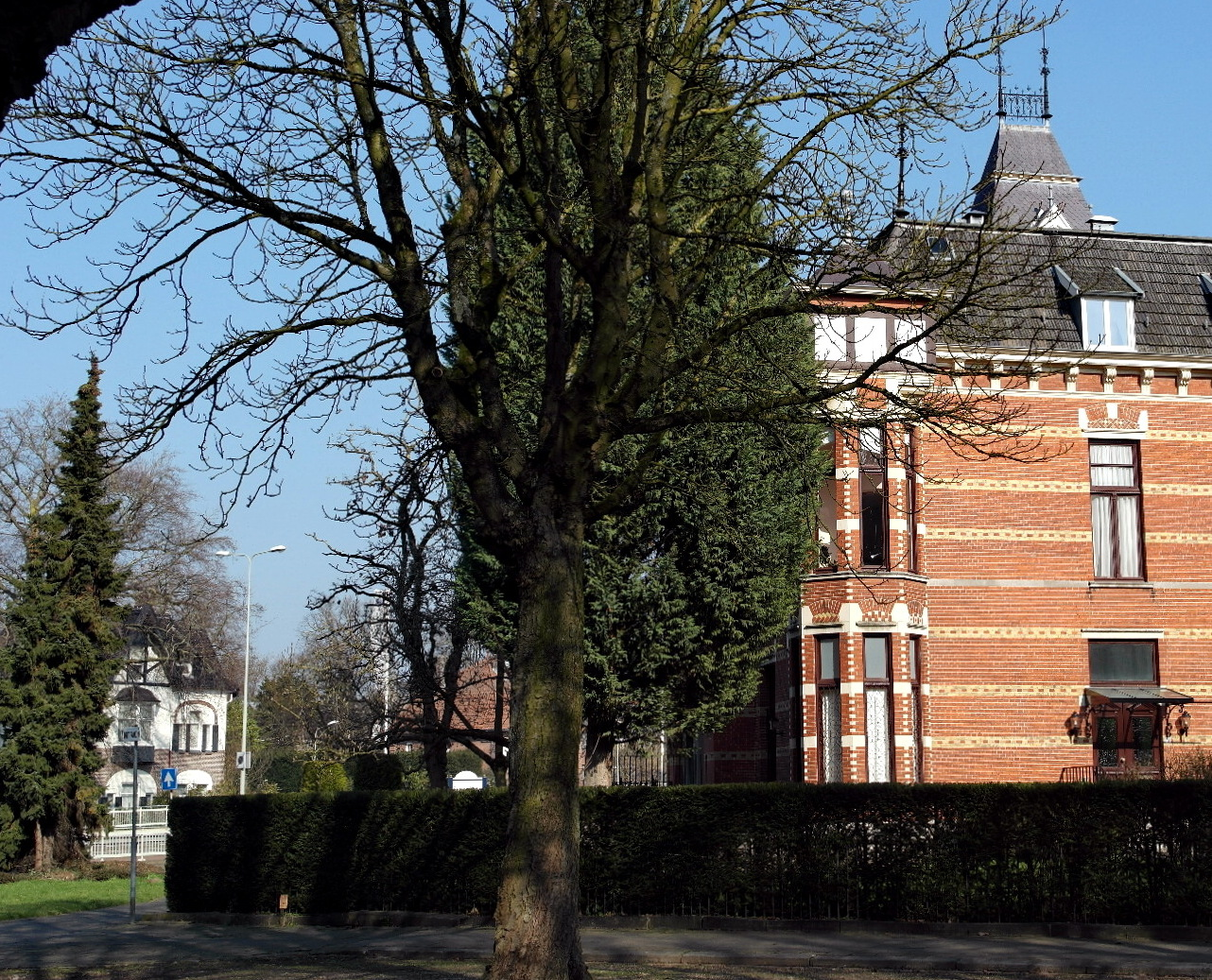
Privétuinen